# Konstrakta
Ana Đurić, född Ignjatović den 12 oktober 1978 i Belgrad, är en serbisk sångerska och låtskrivare även känd under artistnamnet Konstrakta.
Sedan 2007 är hon sångerska i indiebandet  Zemlja gruva!. År 2019 inledde hon sin solokarriär. År 2022 representerade hon Serbien i Eurovision Song Contest 2022 med låten "In corpore sano" och kom på femte plats i finalen.